# Mecanisme de tovera-clapeta

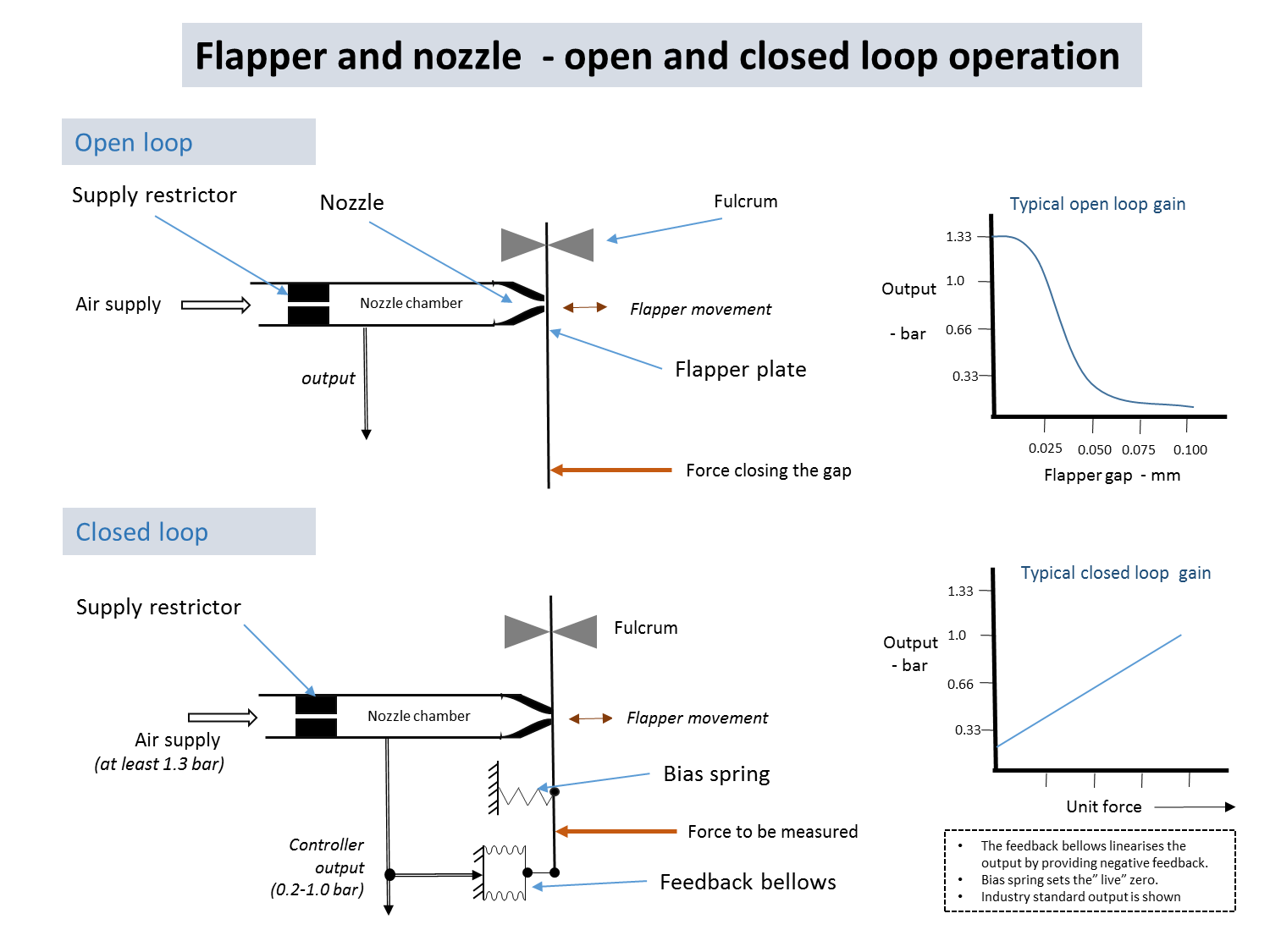
Mecanismes tovera-clapeta de circuit obert i de circuit tancat.

El mecanisme de tovera-clapeta és un dispositiu que transforma un desplaçament en una variació de pressió. Es basa en el desplaçament relatiu entre una tovera i una clapeta. Desplaçament que augmenta o minva el cabal del fluid que passa per la tovera i provoca un canvi de pressió. Aquest dispositiu es pot considerar com un transductor, una vàlvula o un amplificador.
És molt usat en sistemes de control industrial com a amplificador d’alt guany. El mecanisme tovera-clapeta tingué una gran importància en el desenvolupament de controladors PID i encara és important en sistemes de control i instrumentació de circuits pneumàtics i hidràulics.